# 레가 나치오날레 딜레탄티
레가 나치오날레 딜레탄티(이탈리아어: Lega Nazionale Dilettanti)는 이탈리아 축구의 4부에서 9부 리그까지 운영하는 운영 조직이다. 이탈리아 축구 연맹 산하에 있으며, 1959년 설립되었다. 세리에 D를 포함해 각종 지역 리그를 운영하고 있다.

## 운영 리그

### 통합 리그
- 세리에 D

### 지역 리그
- 에첼렌차 (Eccellenza)
- 프로모치오네 (Promozione)
- 프리마 카테조리아 (Prima Categoria)
- 세콘다 카테조리아 (Seconda Categoria)
- 테르차 카테조리아 (Terza Categoria)